# Ptychoglossus grandisquamatus
Ptychoglossus grandisquamatus är en ödleart som beskrevs av  Ricardo M. Rueda 1985. Ptychoglossus grandisquamatus ingår i släktet Ptychoglossus och familjen Gymnophthalmidae. Inga underarter finns listade i Catalogue of Life.